# Coole-Garryland Complex SAC
Coole-Garryland Complex SAC este o arie protejată (sit de importanță comunitară — SCI) din Irlanda întinsă pe o suprafață de 1.119,93 ha, integral pe uscat.

## Localizare
Centrul sitului Coole-Garryland Complex SAC este situat la coordonatele 53°05′13″N 8°51′07″W / 53.087°N 8.8519°V.

## Înființare
Situl Coole-Garryland Complex SAC a fost declarat sit de importanță comunitară în mai 1998 pentru a proteja 10 specii de animale.

## Biodiversitate
Situată în ecoregiunea atlantică, aria protejată conține 7 habitate naturale: Lespezi calcaroase, Formațiuni de Juniperus communis pe lande sau pajiști calcaroase, Pajiști uscate seminaturale și facies de acoperire cu tufișuri pe substraturi calcaroase (Festuco-Brometalia) (* situri importante pentru orhidee), Turlough, Lacuri eutrofice naturale cu vegetație de tip Magnopotamion sau Hydrocharition, Râuri cu maluri nămoloase cu vegetație de Chenopodion rubri p.p. și Bidention p.p., Păduri de Taxus baccata din Insulele Britanice.
La baza desemnării sitului se află mai multe specii protejate de  păsări (10): rață lingurar (Anas clypeata), rață pitică (Anas crecca), rață fluierătoare (Anas penelope), rață mare (Anas platyrhynchos), rață-cu-cap-castaniu (Aythya ferina), fugaci de țărm (Calidris alpina), Cygnus columbianus bewickii, lebădă de iarnă (Cygnus cygnus), culic mare (Numenius arquata), nagâț (Vanellus vanellus).
Pe lângă speciile protejate, pe teritoriul sitului au mai fost identificate 2 specii de plante, 1 specie de mamifere, 6 specii de nevertebrate.